# جدول مدال‌های المپیک زمستانی ۱۹۵۲
جدول مدال بازی‌های المپیک زمستانی ۱۹۵۲ فهرستی از مدال‌های کسب شده توسط ورزشکاران است که در طول برگزاری بازی‌های المپیک زمستانی سال ۱۹۵۲ میلادی که در اسلو نروژ برگزار شد.

## جدول مدال‌ها
رتبه بندی این جدول توسط کمیته بین المللی المپیک (ioc) اعلام شده است.
      کشور میزبان (نروژ)
| رتبه                    | کشور                      | طلا | نقره | برنز | مجموع |
| ۱                       | نروژ (NOR)                | ۷   | ۳    | ۶    | ۱۶    |
| ۲                       | ایالات متحده آمریکا (USA) | ۴   | ۶    | ۱    | ۱۱    |
| ۳                       | فنلاند (FIN)              | ۳   | ۴    | ۲    | ۹     |
| ۴                       | آلمان (GER)               | ۳   | ۲    | ۲    | ۷     |
| ۵                       | اتریش (AUT)               | ۲   | ۴    | ۲    | ۸     |
| ۶                       | کانادا (CAN)              | ۱   | ۰    | ۱    | ۲     |
| ۶                       | ایتالیا (ITA)             | ۱   | ۰    | ۱    | ۲     |
| ۸                       | بریتانیای کبیر (GBR)      | ۱   | ۰    | ۰    | ۱     |
| ۹                       | هلند (NED)                | ۰   | ۳    | ۰    | ۳     |
| ۱۰                      | سوئد (SWE)                | ۰   | ۰    | ۴    | ۴     |
| ۱۱                      | سوئیس (SUI)               | ۰   | ۰    | ۲    | ۲     |
| ۱۲                      | فرانسه (FRA)              | ۰   | ۰    | ۱    | ۱     |
| ۱۲                      | مجارستان (HUN)            | ۰   | ۰    | ۱    | ۱     |
| مجموع (۱۳ کمیته المپیک) | مجموع (۱۳ کمیته المپیک)   | ۲۲  | ۲۲   | ۲۳   | ۶۷    |